# Manoba divisa
Manoba divisa är en fjärilsart som beskrevs av Rothschild 1913. Manoba divisa ingår i släktet Manoba och familjen trågspinnare. Inga underarter finns listade i Catalogue of Life.